# Baba Kurkur
Baba Kurkur (arab. ‏بابا كركر‎, Bābā Kurkur) – pole naftowe w północno-wschodnim Iraku, na północno-zachodnim przedmieściu Kirkuku. Odkryte w 1927 roku przez Iraq Petroleum Company. Jego odkryciu towarzyszył niekontrolowane uwolnienie dużej ilości ropy, która doprowadziła do powodzi i zalania okolicznych wiosek.
Do czasu odkrycia Al-Ghawar w 1948 roku było uznawane za największe na świecie.
Nazwa pola wywodzi się z języka kurdyjskiego i może być przetłumaczona jako "Ojciec Ognia", co nawiązuje do zlokalizowanego na tym polu płomienia palącego się od ściśle nieokreślonego czasu. Według lokalnej tradycji, ogień ten był biblijnym "piecem" do którego król Nabuchodonozor kazał wrzucić Szadraka, Meszaka i Abed-Nega, a według Plutarcha właśnie tutaj Aleksander Wielki był świadkiem „ognia tryskającego w ciągłym strumieniu, niczym źródło wody, ze szczeliny w ziemi”.